# Srboljub Krivokuća
Srboljub Krivokuća (v srbské cyrilici: Србољуб Кривокућа; 14. března 1928 – 22. prosince 2002) byl jugoslávský a srbský fotbalový brankář a trenér.

## Klubová kariéra
Krivokuća hrál dvakrát za Crvenou zvezdu Bělehrad a vyhrál tři jugoslávské prvoligové tituly (1952/53, 1955/56 a 1956/57). Dvě sezóny strávil také v zahraničí v týmu Wormatia Worms v Západním Německu (1962–1964).

## Reprezentační kariéra
Na mezinárodní úrovni Krivokuća sedmkrát reprezentoval Jugoslávii v letech 1956 až 1961. Byl členem týmu na dvou mistrovstvích světa v letech 1958 a 1962.

## Trenérská kariéra
Poté, co Krivokuća pověsil kopačky na hřebík, působil jako manažer několika menších klubů v Jugoslávii a Kuvajtu.

## Úspěchy
Crvena zvezda Bělehrad
- Jugoslávská Prva liga: 1952/53, 1955/56, 1956/57

OFK Bělehrad
- Jugoslávský pohár: 1961/62